# Sing Brother Sing
Sing Brother Sing è il secondo album in studio del gruppo rock britannico Edgar Broughton Band, pubblicato nel 1970.

## Tracce
Side 1
1. There's No Vibrations, But Wait! - 4:10
2. The Moth - 5:11
  - The Moth - 1:45
  - People - 1:00
  - Peter - 2:26
3. Momma's Reward (Keep Them Freak's a Rollin') - 3:05
4. Refugee - 3:29
5. Officer Dan - 1:36

Side 2
1. Old Gopher - 3:50
2. Aphrodite - 4:04
3. Granma - 2:24
4. Psychopath - 6:45
  - The Psychopath - 2:17
  - Is for Butterflies - 4:28
5. It's Falling Away - 5:30

## Formazione
- Edgar Broughton - voce, chitarra
- Arthur Grant - basso, voce
- Steve Broughton - batteria